# Château de Galinée
Le château de Galinée est un édifice situé à Saint-Cast-le-Guildo, en France.

## Localisation
Le château est situé sur le territoire de la commune de Saint-Cast-le-Guildo, au lieu-dit Galinée, dans le département des Côtes-d'Armor, en région Bretagne.

## Description
Maison de type ternaire, à double exposition, construite en granite. Bandeau de granite horizontal régnant sur la façade antérieure. Blasons des familles des Cognets et de Bréhant en façade. Toit couronné de deux épis de faîtage. Tour polygonale dans l'angle percée d'une porte architecturée. Bâtiment de plan allongé associant sous un comble à haut surcroît une grange et des étables. Colombier construit en granite et schiste couvert d'un toit conique.

## Historique
Construit à l'origine par la famille des Cognetz à la fin du XIIIe siècle, remplacé au XVIe siècle par une construction composée d'un corps principal de bâtiments et de deux ailes en retour d'équerre, le château était au centre d'une châtellenie de haute justice. Endommagé par les Anglais en 1758, le château a été en grande partie détruit par un incendie en 1851 et par la construction d'un nouveau bâtiment en 1971. Il reste sur le site une tour polygonale et une porte d'entrée de la deuxième moitié du XVIe siècle, le colombier date du XVIIe siècle, des dépendances du XVIIIe siècle, ainsi qu'une chapelle très remaniée, construite en 1715. Le corps de logis a été construit en 1865 par Charles le Picot, propriétaire de l'époque.
Le château est inscrit à l'inventaire général du patrimoine culturel.